# نيشان الاستحقاق للخدمة الدبلوماسية
نيشان الاستحقاق للخدمة الدبلوماسية هو أحد نياشين وأوسمة الاستحقاق في كوريا الجنوبية والتي يمنحها رئيس كوريا الجنوبية للخدمات المتميزة الجديرة بالتقدير والتي تساهم في تعزيز مكانة كوريا الجنوبية وتعزيز علاقاتها مع الدول الحليفة، ويُعدّ نيشان الاستحقاق للخدمة الدبلوماسية واحداً من أرفع الأوسمة المدنية في كوريا الجنوبية.

## الدرجات
يُمنح نيشان الاستحقاق للخدمة الدبلوماسية إلى 5 فئات، وتنقسم الفئة الأولى إلى طبقتين بحيث يكون نيشان الاستحقاق للخدمة الدبلوماسية من الطبقة العليا للفئة الأولى مخصّصاً للدبلوماسيين رفيعي المستوى.
| الفئة   | اسم النيشان            | شريط النيشان |
| ------- | ---------------------- | ------------ |
| الأولى  | ميدالية جوانجوا الكبرى |              |
| الأولى  | ميدالية جوانجوا        |              |
| الثانية | ميدالية هيونجين        |              |
| الثالثة | ميدالية سونجني         |              |
| الرابعة | ميدالية شانجي          |              |
| الخامسة | ميدالية سوكجيونج       |              |

## الحاصلون على النيشان
| الحاصل على النيشان         | الدولة                   | ملاحظات                                                                                           |
| -------------------------- | ------------------------ | ------------------------------------------------------------------------------------------------- |
| ديفيد مانكر أبشاير         | الولايات المتحدة         | السفير السابق لدى الناتو في الولايات المتحدة                                                      |
| جورج أرسينيفيتش            | فرنسا                    | مستشار تقني بالمركز الثقافي الكوري في فرنسا                                                       |
| إيرينا بوكوفا              | بلغاريا                  | المديرة العامة لليونسكو في بلغاريا                                                                |
| بنجيران مودا محمد بلقيه    | سلطنة بروناي             | أمير بروناي                                                                                       |
| سام براونباك               | الولايات المتحدة         | عضو مجلس الشيوخ الأمريكي السابق عن ولاية كانساس، والحاكم الحالي لولاية كانساس في الولايات المتحدة |
| فريدريك شين                | تايوان                   | المدير العام لمكتب الإعلام الحكومي لجمهورية الصين الشعبية في تايوان                               |
| باري ديفولين               | كندا                     | عضو برلماني كندي                                                                                  |
| جيانيندرا                  | نيبال                    | أمير نيبال                                                                                        |
| الأمير هنريك               | الدنمارك                 | أمير الدنمارك                                                                                     |
| الملكة سيلفيا              | السويد                   | ملكة السويد                                                                                       |
| الملكة سونيا               | النرويج                  | ملكة النرويج                                                                                      |
| شودري شجاعت حسين           | باكستان                  | رئيس الوزراء الباكستاني                                                                           |
| هنري هايد                  | الولايات المتحدة         | عضو الكونجرس الأمريكي                                                                             |
| لي خون تشوي                | سنغافورة                 | عضو برلماني وسفير سنغافورة                                                                        |
| داريل لايكينغ              | ماليزيا                  | عضو برلمان ووزير سابق للتجارة الدولية والصناعة في ماليزيا                                         |
| جو ليبرمان                 | الولايات المتحدة         | سناتور                                                                                            |
| بن ملكول                   | تايلاند                  | وزير التربية والتعليم والثقافة                                                                    |
| كاميسيسي مارا              | فيجي                     | رئيس وزراء فيجي                                                                                   |
| زويلا مارتينيز             | كوريا الجنوبية           | سفيرة كوريا الجنوبية في جمهورية الدومينيكان                                                       |
| ألويس موك                  | النمسا                   | نائب المستشار ووزير الخارجية                                                                      |
| خلدون المبارك              | الامارات العربية المتحدة | رئيس جهاز الشؤون التنفيذية بدولة الإمارات العربية المتحدة                                         |
| أناند بانياراتشون          | تايلاند                  |                                                                                                   |
| برنارد باوس                | النرويج                  | عالم إنسانيات                                                                                     |
| أبو صالح محمد مصطفى الرحمن | بنغلاديش                 | نائب وزير الخارجية البنغالي                                                                       |
| لارس لوك راسموسن           | الدنمارك                 | رئيس وزراء الدنمارك                                                                               |
| ريويتشي ساساكاوا           | اليابان                  | عضو برلماني وصناعي                                                                                |
| إدوارد سيجا                | جامايكا                  | رئيس وزراء جامايكا                                                                                |
| سيريندهورن                 | تايلاند                  | أميرة تايلاند                                                                                     |
| فينو سرينيفاسان            | الهند                    | عالم صناعة                                                                                        |
| سيرجي ستيباشين             | روسيا                    | رئيس وزراء روسيا                                                                                  |
| جيمس فان فليت              | الولايات المتحدة         | جنرال بالجيش                                                                                      |
| تينغ كو إنتان زاهارا       | ماليزيا                  | ملكة ماليزيا                                                                                      |